# Ẩm thực Đan Mạch

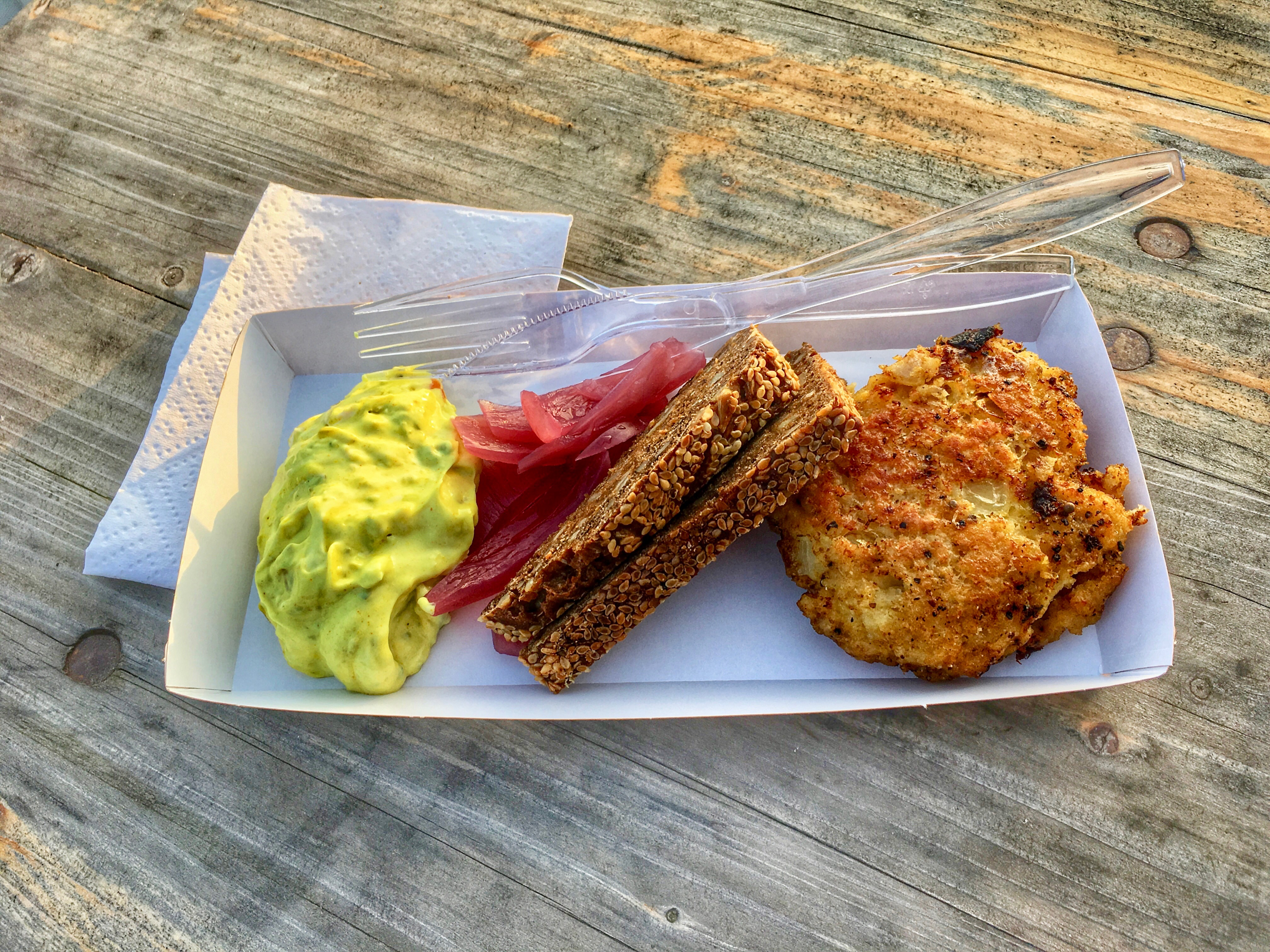

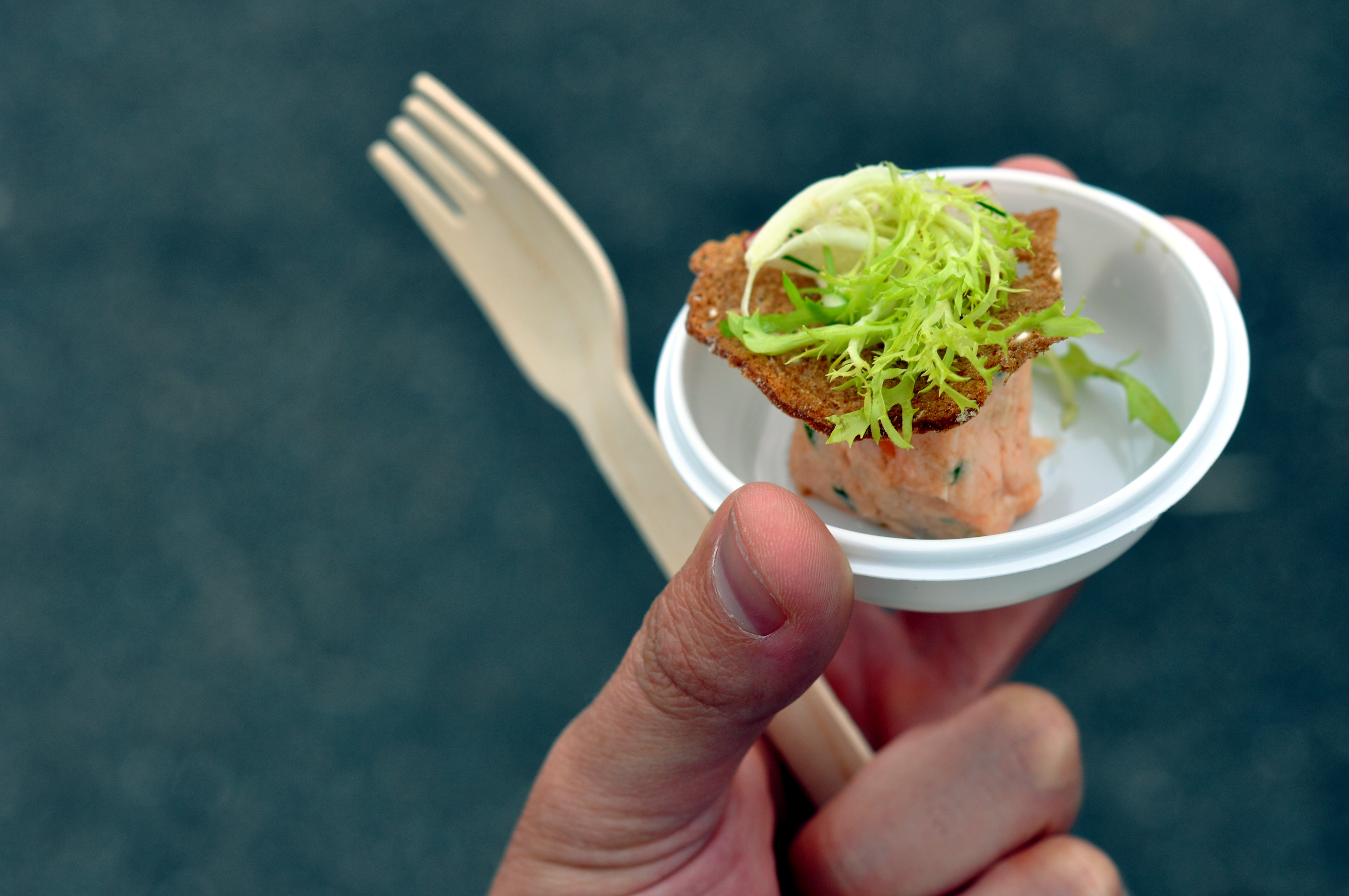
Một món ăn Đan Mạch

Ẩm thực Đan Mạch (tiếng Đan Mạch: det Danske køkken), bắt nguồn từ các nông sản của cư dân địa phương, được chế biến bằng các kỹ thuật phát triển vào cuối thế kỷ 19 và các hàng hoá có nhiều hơn sau cuộc cách mạng công nghiệp. Bánh mì kẹp hở, được gọi là smørrebrød, trong hình thức cơ bản của món này là thức ăn thông thường cho bữa ăn trưa, có thể được coi là một đặc sản quốc gia khi được chế biến và trang trí với một loạt các thành phần tốt. Các món ăn nóng sốt được chế biến từ các loại thịt xay truyền thống, như frikadeller (thịt viên) và medisterpølse, hoặc những món có nhiều thịt và cá: như flæskesteg (thịt lợn quay với tóp mỡ) hoặc kogt torsk (cá tuyết luộc) với nước sốt mù tạt và rau thơm. Đan Mạch được biết đến với món bia Carlsberg và bia Tuborg và nổi tiếng với các loại rượu akvavit và bitters, nhưng đối với người Đan Mạch thì rượu vang nhập khẩu đã trở thành thức uống phổ biến từ những năm 1960.
Phong các nấu ăn ở Đan Mạch đã luôn luôn được lấy cảm hứng từ cách chế biến lục địa châu Âu và của nước ngoài và việc sử dụng các loại gia vị nhiệt đới nhập khẩu như quế, bạch đậu khấu, hạt nhục đậu khấu và hạt tiêu đen có trong ẩm thực Đan Mạch có từ thời trung cổ và có lẽ ngay cả những người Viking
Các đầu bếp Đan Mạch, lấy cảm hứng từ thực tiễn lục địa, trong những năm gần đây đã phát triển hàng loạt các món ăn sáng tạo tinh tế dựa trên sản phẩm địa phương chất lượng cao được biết đến như các món ăn mới của Đan Mạch. Kết quả là, Copenhagen và các tỉnh hiện nay có một số nhà hàng rất nổi tiếng, trong đó có một số nhà hàng đã được trao tặng giải ngôi sao Michelin.

## Lịch sử

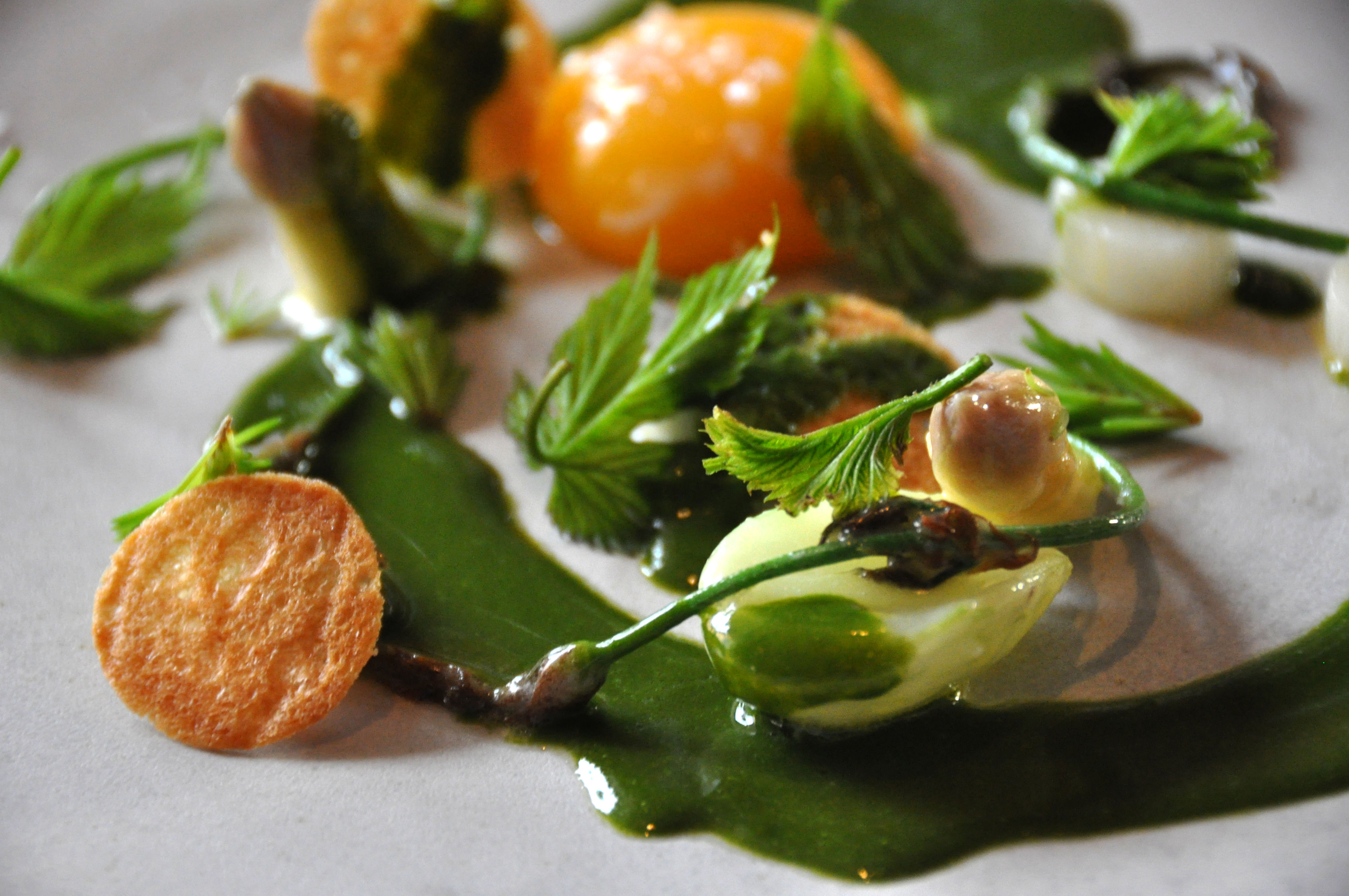
Món với các nguyên liệu địa phương truyền thống từ nhà hàng Noma, "Măng tây trắng với lòng đỏ trứng trần và sốt woodruff"

Ẩm thực an Mạch có lợi thế từ các công thức truyền thống, phát triển việc sử dụng các sản phẩm nghiên cứu lại và chế biến theo cách mới tại cả nhà hàng địa phương và kỹ thuật mà chưa được sử dụng triệt để. Các sản phẩm như cải dầu, yến mạch, pho mát và các loại quả được nghiên cứu lại và chế biến theo cách mới bởi cả nhà hàng và tại nhà do nhu cầu thực phẩm hữu cơ ngày càng tăng lên. Cục nông nghiệp và thực phẩm của Hội đồng Bắc Âu đã hỗ trợ những sự phát triển này dưới dạng bản tuyên ngôn được thiết kế để thúc đẩy việc sử dụng các sản phẩm tự nhiên từ các quốc gia châu Âu và quảng bá sự "tinh khiết, trong sạch, đơn giản và dân tộc" gắn liền với ẩm thực của vùng.
Năm 2010, 2011, 2012 và 2014 nhà hàng Noma (viết tắt cho nordisk mad – thực phẩm Bắc Âu) tại Copenhagen được sướng tên là nhà hàng tốt nhất thế giới bởi Restaurant. Năm 2012, đầu bếp và nhà hoạt động Đan Mạch Claus Meyer có chương trình riêng của ông về ẩm thực Bắc Âu trên BBC Lifestyle. Cuôn sách Almanak gần đây của ông bao gồm 365 công thức mới, mỗi công thức cho một ngày trong năm.

## Các bữa chính

### Bữa sáng

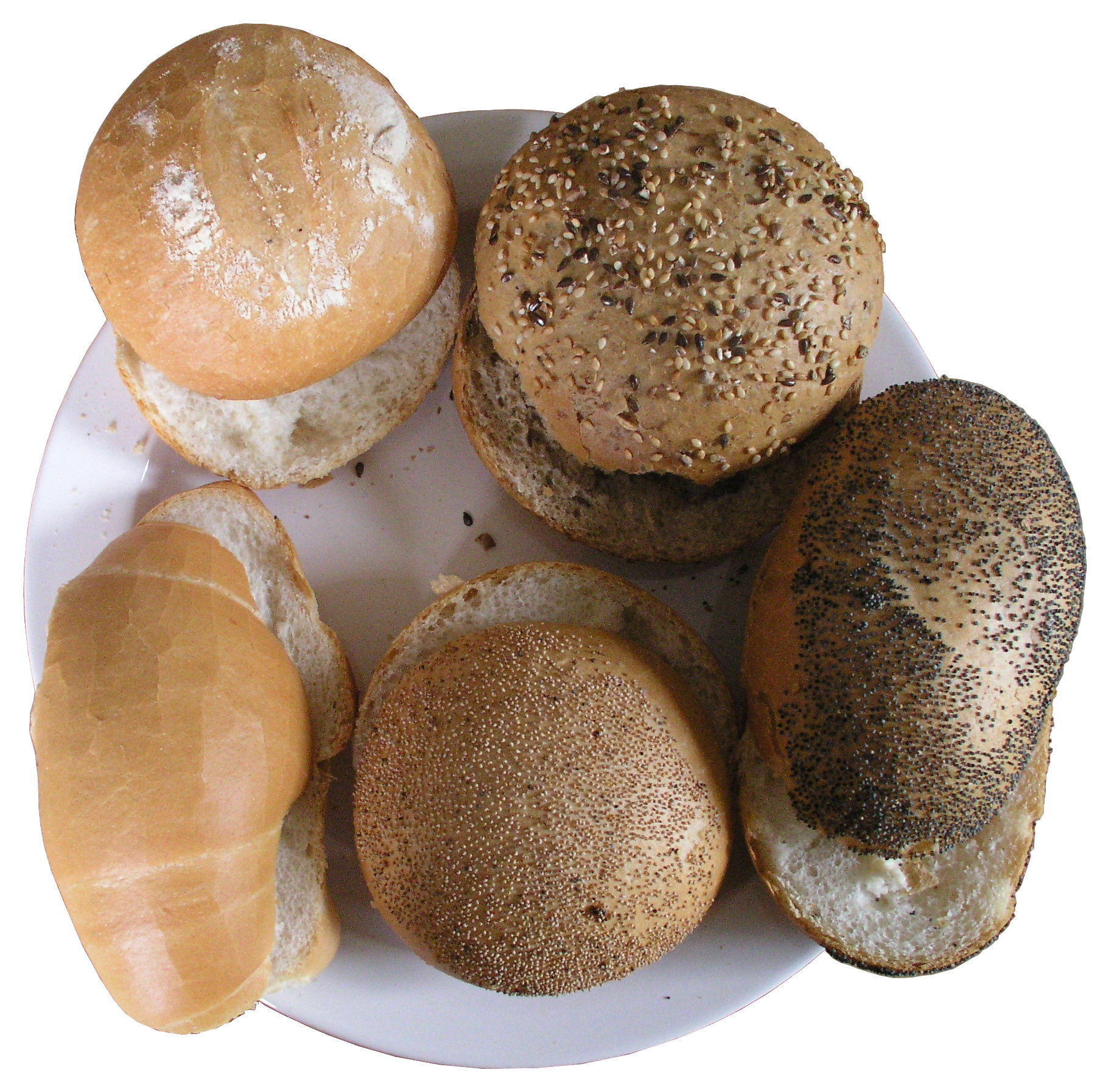
Bánh ăn sáng Đan Mạch

Bữa sáng cơ bản của Đan Mạch bao gồm cà phê và bánh mì đen, bánh mì trắng, với pho mát và giăm bông. Bánh mì vào bữa sáng hầu hết dưới dạng một cổ bánh mì trắng được gọi là franskbrød (bánh mì Pháp), bánh mì Pháp, hoặc một loại bánh trắng hoặc nâu (boller, birkes, rundstykker, håndværkere) hoặc bánh sừng bò. Bánh mì thường được phết bơ và phổ với pho mát mềm, xúc xích, pâté, thịt hun khói lạnh hoặc giăm bông. Trong những ngày tụ tập lễ hội hoặc có nhiều thời gian, ví dụ như ngày chủ nhật, có thể có một loại bánh gọi là wienerbrød, hay pastry Đan Mạch. Nước ép hoa quả, chủ yếu là cam hoặc táo, và đôi khi đắng hơn như Gammel Dansk, có thể được phục vụ cho khách hoặc trong các dịp đặc biệt và lễ kỷ niệm như sinh nhật. Trong các khách sạn tại Đan Mạch, trứng lòng đào và thịt nguội cũng được phục vụ làm bữa sáng.
Vào ngày trong tuần, nhiều loại ngũ cốc như corn flakes, muesli hoặc rolled oats thường được dùng làm bữa sáng với sữa lạnh và đường. Các sản phẩm sữa được làm chua cũng phổ biến và được dùng với ngũ cốc hoặc hoa quả. Sản phẩm sữa làm chua điển hình là ymer được phủ với ymerdrys, một hỗn hợt bánh mì đen nạo và đường nâu. 
Cháo yến mạch và một loại cháo truyền thống được gọi là Øllebrød cũng phổ biến trong những ngày làm việc. Øllebrød là một loại cháo nấu với một chút bánh mì đen, hvidtøl, nước, đường và dùng với sữa hoặc đôi khi là kem đánh (whipped cream), món này dần phổ biến hơn như có thể thấy trong thực đơn bữa sáng tại các quán cà phê.

### Bữa trưa

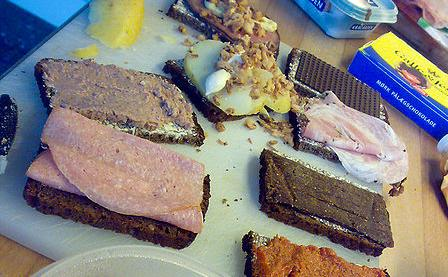
Những lát bánh mì chế biến sẵn từ sáng được cho vào hộp mang đến trường/nơi làm việc.

Thay vì ăn tại nhà, hầu hết người Đan Mạch ăn bữa trưa nhanh tại nơi làm hoặc trường học tại quán ăn tự phục vụ nếu hoặc thường là một bữa trưa đóng hộp hay madpakke được chế biến trước khi họ rời nhà. Bữa trưa thường là một bữa lạnh bao gồm một vài miếng smørrebrød đơn giản với vài lát thịt nguội, xúc xích thái hoặc trứng luộc chín. Leverpostej, một loại pâté gan chế biến từ gan và mỡ lợn, thường được dùng để phết.

### Bữa tối
Đối với các gia đình trung lưu, bữa tối là bữa ăn trong ngày mà tất cả các thành viên trong gia đình có thể tụ tập, do áp lực của cuộc sống cả cha mẹ đều phải đi làm, con cái phải đến trường. Bữa tối thường bao gồm chỉ một món chính, thường là một món thịt với khoai tây và một loại rau hoặc salad. Món khai vị ít khi được dùng tại nhà. Nếu có món tráng miệng, nó thườn là kem hoặc một món hoa quả. Bữa tối công phu hơn được dùng vào bữa tối, các dịp đặc biệt hoặc khi nhà có khách.
Sự đa dạng của bữa tối đã được phát triển là kết quả của số lượng thực phẩm trong siêu thị tăng lên cũng như sự phát triển của ngành công nghiệp thực phẩm quốc gia. Do ảnh hưởng từ Mỹ, sự yêu thích nướng ngoài trời, buffet salad và các món ăn sẵn ngày càng tăng. Các món Ý bao gồm pizza và pasta cũng trở nên phổ biến hơn. Thịt ngày càng phổ biến, thịt lợn vẫn là một được dùng nhiều nhất. Thịt thường được chế biến trên chảo rán dùng với nước sốt và khoai tây.

## Bữa tối

### Súp
Súp thường được dùn làm một bữa riêng và thường được dùng với bánh mì. Bí cũng có thể được dùng làm entrée trước bữa chính. Ngoài các loại súp thường, một số đặc sản bao gồm:
- Gule ærter (súp đậu Hà Lan), là một bữa riêng thường được dùng với thịt lợn muối, cà rốt và các loại rau.
- Hønsekødssuppe (súp gà) dùng với melboller (bánh bột nhỏ), thịt viên và rau củ thái.

## Ăn ngoài

### Nhà hàng
Đan Mạch có nhiều nhà hàng hạng sang, không chỉ ở các thành phố lớn và còn ở vùng quê. Kro (giống như nhà trọ) là nơi cung cấp chỗ nghỉ cũng như đồ ăn thức uống. Đặc biệt là các nhà nghỉ đặc quyền hoàng gia có lịch sử lâu dài và thú vị. Ẩm thực Đan Mạch tiếp tục phát triển và duy trì với thời gian. Nó đã chú ý đến sức khỏe hơn, và lấy cảm hứng từ cả Pháp và Ý cũng như các nền ẩm thực lạ khác. Nhà hàng đang dần chuyển hướng theo xu hướng kếp hợp cách nấu nướng của lục địa và các sản phẩm địa phương theo mùa.